# Max Dearly
Max Dearly (22 de noviembre de 1874 – 2 de junio de 1943) fue un actor teatral y cinematográfico de nacionalidad francesa.

## Biografía
Nacido en París, Francia, su nombre completo era Lucien Paul Marie-Joseph Rolland. Fue un excelente comediante de vodevil y de revistas. Fue fundador de la Gala de l'Union des artistes, creada en 1923 para ayudar a artistas con dificultades económicas.
Max Dearly falleció en Neuilly-sur-Seine, Francia, en 1943. Fue enterrado en el Cementerio de Montparnasse.

## Filmografía
- 1908 : L'Empreinte, de Henri Burguet
- 1908 : Carmen, de André Calmettes
- 1916 : Kit, l'homme qui est resté chez lui
- 1931 : Azaïs, de René Hervil
- 1931 : Coquecigrole, de André Berthomieu
- 1931 : Coups de roulis, de Jean de La Cour
- 1932 : L'Amour et la veine, de Monty Banks
- 1933 : Madame Bovary, de Jean Renoir
- 1934 : Les Misérables, de Raymond Bernard
- 1934 : Arlette et ses papas, de Henry Roussel
- 1934 : Le Dernier Milliardaire, de René Clair
- 1934 : Si j'étais le patron, de Richard Pottier
- 1935 : Un oiseau rare, de Richard Pottier
- 1935 : Paris Camargue, de Jack Forrester
- 1935 : Parisienne life, de Robert Siodmak
- 1936 : La Reine des resquilleuses, de Max Glass y Marco de Gastyne
- 1937 : Claudine à l'école, de Serge de Poligny
- 1938 : Le Cœur ébloui, de Jean Vallée
- 1938 : Le Train pour Venise, de André Berthomieu
- 1939 : Le Grand Élan, de Christian-Jaque
- 1939 : Ils étaient neuf célibataires, de Sacha Guitry
- 1940 : Bécassine, de Pierre Caron
- 1941 : Le Club des soupirants, de Maurice Gleize

## Teatro
- 1903 : Paris aux Variétés, de Paul Gavault, Théâtre des Variétés
- 1904 : La Chauve-souris, de Paul Ferrier, Henri Meilhac y Ludovic Halévy, Théâtre des Variétés
- 1905 : Tom Pitt, le roi des pickpockets, de Victor de Cottens y Victor Darlay, Teatro del Châtelet
- 1906 : Le Péril jaune, de Alexandre Bisson y Albert de Saint-Albin, Teatro del Vaudeville
- 1906 : Le Paradis de Mahomet, de Henri Blondeau, Théâtre des Variétés
- 1906 : Miquette et sa mère, de Robert de Flers y Gaston Arman de Caillavet, Théâtre des Variétés
- 1907 : La Revue du centenaire, de Paul Gavault, Pierre-Louis Flers y Eugène Héros, Théâtre des Variétés
- 1907 : L'Amour en banque, de Louis Artus, Théâtre des Variétés
- 1908 : Genoveva de Brabante, de Jacques Offenbach, Théâtre des Variétés
- 1908 : Le Roi, de Robert de Flers, Gaston Arman de Caillavet, Emmanuel Arène, Théâtre des Variétés
- 1909 : Le Circuit, de Georges Feydeau y Francis de Croisset, Théâtre des Variétés
- 1909 : Un ange, de Alfred Capus, Théâtre des Variétés
- 1910 : Le Bois sacré, de Robert de Flers y Gaston Arman de Caillavet, Théâtre des Variétés
- 1911 : Les Midinettes, de Louis Artus, Théâtre des Variétés
- 1911 : Les Favorites, de Alfred Capus, Théâtre des Variétés
- 1912 : Le Bonheur sous la main, de Paul Gavault, Théâtre des Variétés
- 1913 : Mon bébé, de Maurice Hennequin, Théâtre des Bouffes Parisiens
- 1919 : Le Roi des palaces, de Henry Kistemaeckers, Théâtre de Paris
- 1919 : Mon bébé, de Maurice Hennequin, escenografía de Max Dearly, Teatro des Nouveautés
- 1920 : L'École des cocottes, de Paul Armont y Marcel Gerbidon, Théâtre des Variétés
- 1923 : L'École des cocottes, de Paul Armont y Marcel Gerbidon, Teatro du Palais-Royal
- 1926 : La Vérité toute nue, de Pierre Veber y Gustave Quinson, Théâtre de Paris
- 1930 : Azaïs, de Louis Verneuil y Georges Berr, Teatro Edouard VII
- 1934 : L'Homme n°15, de Edward Wooll, Teatro Antoine